# الصليب الحديدي

نموذج شكل الصليب عند الألمان

الصليب الحديدي (بالألمانية: Eisernes Kreuz (مساعدة·info)) ظهر هذا الشعار لأول مرة بلونه الأسود سنة 1219م، ويعرف بالصليب بالبيت المقدس (بالإنجليزية:Cross of Jerusalem) ، وهي ترمز للجيش الألماني، والذين يؤمنون بالطائفة الكاثوليكية ، والشعار الذي اشتهر حاليا وهي عاشت في الحقبة النازية للزعيم الراحل أدولف هتلر .

## معرض الصور

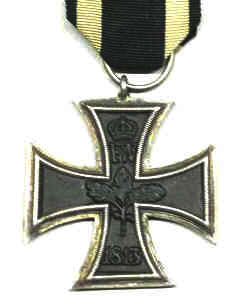
الصليب الحديدي صنعت سنة 1813
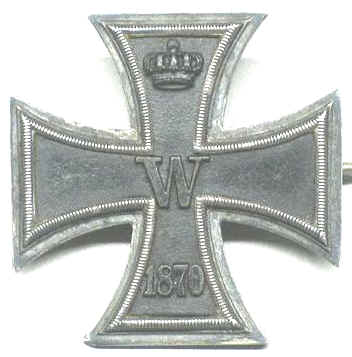
1870 الصليب الحديدي صنعت سنة
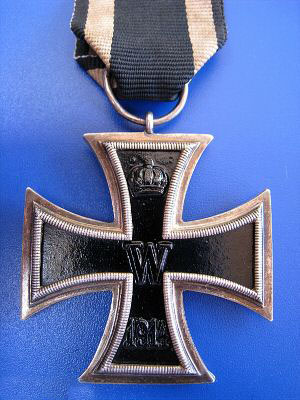
الصليب الحديدي في زمن الحرب العالمية الأولى - الصف الثاني
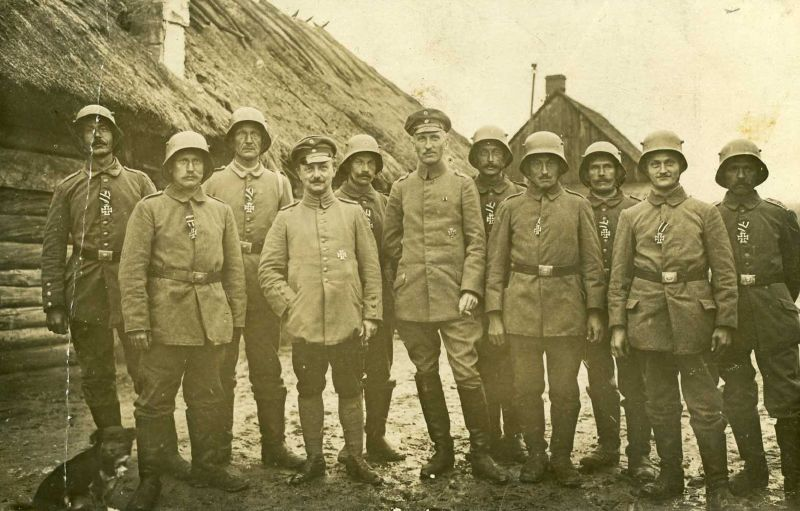
الجنود الألمان غالباً مايحصلون على تلك الميدالية، تقديرا بأن خدم بلادهم
شعار الجيش الألماني في الحرب العالمية الثانية
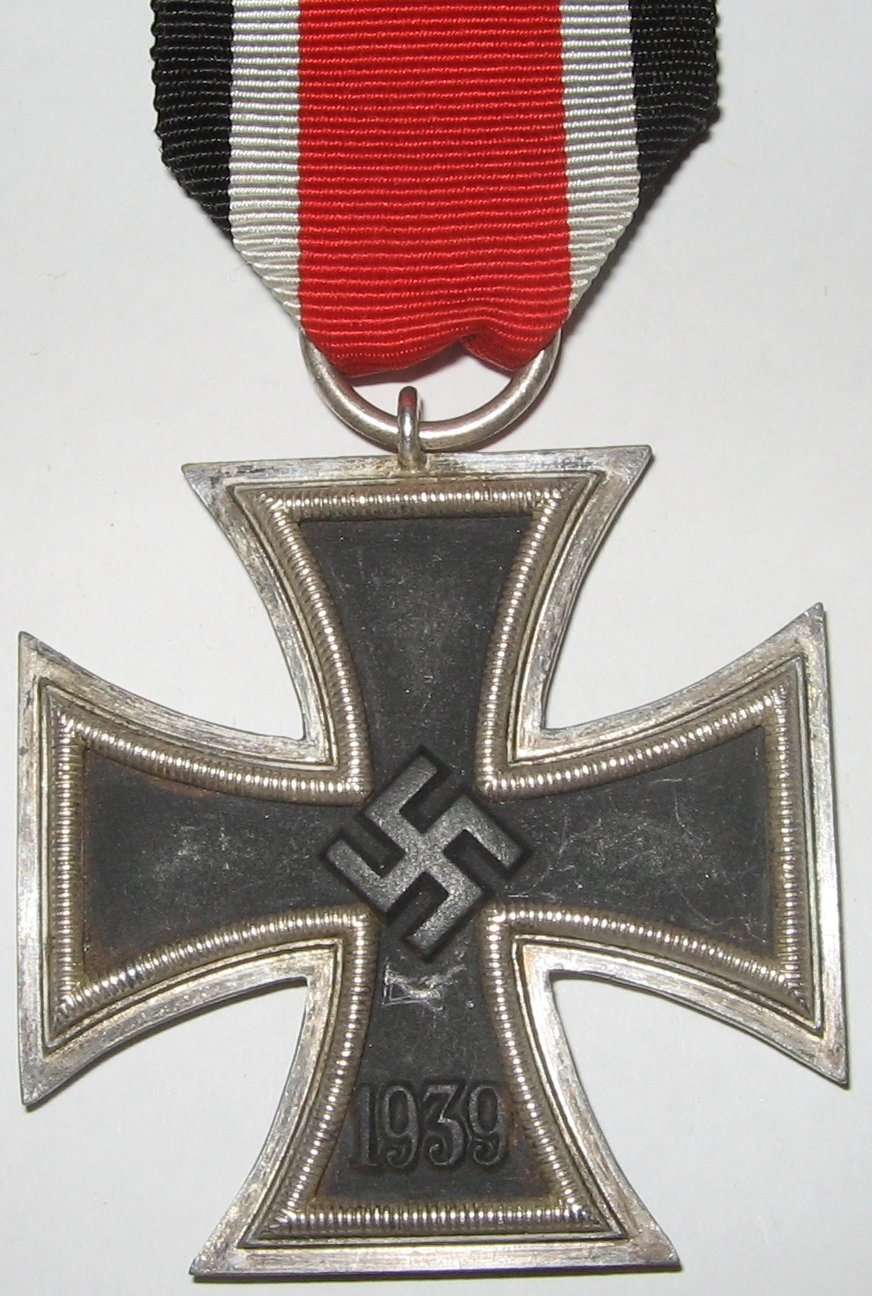
الصليب الحديدي ـ الصف الثاني

## وصلات خارجية
- History and meaning of the German Iron Cross
- Brief outline of the order.
- Archive and Memorial to the Order.
- Iron Cross
- German Ministry of Defence (BMVg) on the Iron Cross.